# Бранислав Ђурашевић
|   | a | b | c | d | e | f | g | h |   |
| 8 | d8 black rook · h8 black queen · c7 white pawn · e7 black pawn · f7 black pawn · g7 black bishop · a6 white knight · b6 white rook · e6 white pawn · h6 black knight · d5 black king · h5 black pawn · b4 white king · c4 white rook · d4 white pawn · g4 white bishop · c3 black pawn · f3 white knight · h3 black rook · b2 white pawn · c2 white pawn · d2 white bishop · e2 white pawn · f2 white pawn | d8 black rook · h8 black queen · c7 white pawn · e7 black pawn · f7 black pawn · g7 black bishop · a6 white knight · b6 white rook · e6 white pawn · h6 black knight · d5 black king · h5 black pawn · b4 white king · c4 white rook · d4 white pawn · g4 white bishop · c3 black pawn · f3 white knight · h3 black rook · b2 white pawn · c2 white pawn · d2 white bishop · e2 white pawn · f2 white pawn | d8 black rook · h8 black queen · c7 white pawn · e7 black pawn · f7 black pawn · g7 black bishop · a6 white knight · b6 white rook · e6 white pawn · h6 black knight · d5 black king · h5 black pawn · b4 white king · c4 white rook · d4 white pawn · g4 white bishop · c3 black pawn · f3 white knight · h3 black rook · b2 white pawn · c2 white pawn · d2 white bishop · e2 white pawn · f2 white pawn | d8 black rook · h8 black queen · c7 white pawn · e7 black pawn · f7 black pawn · g7 black bishop · a6 white knight · b6 white rook · e6 white pawn · h6 black knight · d5 black king · h5 black pawn · b4 white king · c4 white rook · d4 white pawn · g4 white bishop · c3 black pawn · f3 white knight · h3 black rook · b2 white pawn · c2 white pawn · d2 white bishop · e2 white pawn · f2 white pawn | d8 black rook · h8 black queen · c7 white pawn · e7 black pawn · f7 black pawn · g7 black bishop · a6 white knight · b6 white rook · e6 white pawn · h6 black knight · d5 black king · h5 black pawn · b4 white king · c4 white rook · d4 white pawn · g4 white bishop · c3 black pawn · f3 white knight · h3 black rook · b2 white pawn · c2 white pawn · d2 white bishop · e2 white pawn · f2 white pawn | d8 black rook · h8 black queen · c7 white pawn · e7 black pawn · f7 black pawn · g7 black bishop · a6 white knight · b6 white rook · e6 white pawn · h6 black knight · d5 black king · h5 black pawn · b4 white king · c4 white rook · d4 white pawn · g4 white bishop · c3 black pawn · f3 white knight · h3 black rook · b2 white pawn · c2 white pawn · d2 white bishop · e2 white pawn · f2 white pawn | d8 black rook · h8 black queen · c7 white pawn · e7 black pawn · f7 black pawn · g7 black bishop · a6 white knight · b6 white rook · e6 white pawn · h6 black knight · d5 black king · h5 black pawn · b4 white king · c4 white rook · d4 white pawn · g4 white bishop · c3 black pawn · f3 white knight · h3 black rook · b2 white pawn · c2 white pawn · d2 white bishop · e2 white pawn · f2 white pawn | d8 black rook · h8 black queen · c7 white pawn · e7 black pawn · f7 black pawn · g7 black bishop · a6 white knight · b6 white rook · e6 white pawn · h6 black knight · d5 black king · h5 black pawn · b4 white king · c4 white rook · d4 white pawn · g4 white bishop · c3 black pawn · f3 white knight · h3 black rook · b2 white pawn · c2 white pawn · d2 white bishop · e2 white pawn · f2 white pawn | 8 |
| 7 | d8 black rook · h8 black queen · c7 white pawn · e7 black pawn · f7 black pawn · g7 black bishop · a6 white knight · b6 white rook · e6 white pawn · h6 black knight · d5 black king · h5 black pawn · b4 white king · c4 white rook · d4 white pawn · g4 white bishop · c3 black pawn · f3 white knight · h3 black rook · b2 white pawn · c2 white pawn · d2 white bishop · e2 white pawn · f2 white pawn | d8 black rook · h8 black queen · c7 white pawn · e7 black pawn · f7 black pawn · g7 black bishop · a6 white knight · b6 white rook · e6 white pawn · h6 black knight · d5 black king · h5 black pawn · b4 white king · c4 white rook · d4 white pawn · g4 white bishop · c3 black pawn · f3 white knight · h3 black rook · b2 white pawn · c2 white pawn · d2 white bishop · e2 white pawn · f2 white pawn | d8 black rook · h8 black queen · c7 white pawn · e7 black pawn · f7 black pawn · g7 black bishop · a6 white knight · b6 white rook · e6 white pawn · h6 black knight · d5 black king · h5 black pawn · b4 white king · c4 white rook · d4 white pawn · g4 white bishop · c3 black pawn · f3 white knight · h3 black rook · b2 white pawn · c2 white pawn · d2 white bishop · e2 white pawn · f2 white pawn | d8 black rook · h8 black queen · c7 white pawn · e7 black pawn · f7 black pawn · g7 black bishop · a6 white knight · b6 white rook · e6 white pawn · h6 black knight · d5 black king · h5 black pawn · b4 white king · c4 white rook · d4 white pawn · g4 white bishop · c3 black pawn · f3 white knight · h3 black rook · b2 white pawn · c2 white pawn · d2 white bishop · e2 white pawn · f2 white pawn | d8 black rook · h8 black queen · c7 white pawn · e7 black pawn · f7 black pawn · g7 black bishop · a6 white knight · b6 white rook · e6 white pawn · h6 black knight · d5 black king · h5 black pawn · b4 white king · c4 white rook · d4 white pawn · g4 white bishop · c3 black pawn · f3 white knight · h3 black rook · b2 white pawn · c2 white pawn · d2 white bishop · e2 white pawn · f2 white pawn | d8 black rook · h8 black queen · c7 white pawn · e7 black pawn · f7 black pawn · g7 black bishop · a6 white knight · b6 white rook · e6 white pawn · h6 black knight · d5 black king · h5 black pawn · b4 white king · c4 white rook · d4 white pawn · g4 white bishop · c3 black pawn · f3 white knight · h3 black rook · b2 white pawn · c2 white pawn · d2 white bishop · e2 white pawn · f2 white pawn | d8 black rook · h8 black queen · c7 white pawn · e7 black pawn · f7 black pawn · g7 black bishop · a6 white knight · b6 white rook · e6 white pawn · h6 black knight · d5 black king · h5 black pawn · b4 white king · c4 white rook · d4 white pawn · g4 white bishop · c3 black pawn · f3 white knight · h3 black rook · b2 white pawn · c2 white pawn · d2 white bishop · e2 white pawn · f2 white pawn | d8 black rook · h8 black queen · c7 white pawn · e7 black pawn · f7 black pawn · g7 black bishop · a6 white knight · b6 white rook · e6 white pawn · h6 black knight · d5 black king · h5 black pawn · b4 white king · c4 white rook · d4 white pawn · g4 white bishop · c3 black pawn · f3 white knight · h3 black rook · b2 white pawn · c2 white pawn · d2 white bishop · e2 white pawn · f2 white pawn | 7 |
| 6 | d8 black rook · h8 black queen · c7 white pawn · e7 black pawn · f7 black pawn · g7 black bishop · a6 white knight · b6 white rook · e6 white pawn · h6 black knight · d5 black king · h5 black pawn · b4 white king · c4 white rook · d4 white pawn · g4 white bishop · c3 black pawn · f3 white knight · h3 black rook · b2 white pawn · c2 white pawn · d2 white bishop · e2 white pawn · f2 white pawn | d8 black rook · h8 black queen · c7 white pawn · e7 black pawn · f7 black pawn · g7 black bishop · a6 white knight · b6 white rook · e6 white pawn · h6 black knight · d5 black king · h5 black pawn · b4 white king · c4 white rook · d4 white pawn · g4 white bishop · c3 black pawn · f3 white knight · h3 black rook · b2 white pawn · c2 white pawn · d2 white bishop · e2 white pawn · f2 white pawn | d8 black rook · h8 black queen · c7 white pawn · e7 black pawn · f7 black pawn · g7 black bishop · a6 white knight · b6 white rook · e6 white pawn · h6 black knight · d5 black king · h5 black pawn · b4 white king · c4 white rook · d4 white pawn · g4 white bishop · c3 black pawn · f3 white knight · h3 black rook · b2 white pawn · c2 white pawn · d2 white bishop · e2 white pawn · f2 white pawn | d8 black rook · h8 black queen · c7 white pawn · e7 black pawn · f7 black pawn · g7 black bishop · a6 white knight · b6 white rook · e6 white pawn · h6 black knight · d5 black king · h5 black pawn · b4 white king · c4 white rook · d4 white pawn · g4 white bishop · c3 black pawn · f3 white knight · h3 black rook · b2 white pawn · c2 white pawn · d2 white bishop · e2 white pawn · f2 white pawn | d8 black rook · h8 black queen · c7 white pawn · e7 black pawn · f7 black pawn · g7 black bishop · a6 white knight · b6 white rook · e6 white pawn · h6 black knight · d5 black king · h5 black pawn · b4 white king · c4 white rook · d4 white pawn · g4 white bishop · c3 black pawn · f3 white knight · h3 black rook · b2 white pawn · c2 white pawn · d2 white bishop · e2 white pawn · f2 white pawn | d8 black rook · h8 black queen · c7 white pawn · e7 black pawn · f7 black pawn · g7 black bishop · a6 white knight · b6 white rook · e6 white pawn · h6 black knight · d5 black king · h5 black pawn · b4 white king · c4 white rook · d4 white pawn · g4 white bishop · c3 black pawn · f3 white knight · h3 black rook · b2 white pawn · c2 white pawn · d2 white bishop · e2 white pawn · f2 white pawn | d8 black rook · h8 black queen · c7 white pawn · e7 black pawn · f7 black pawn · g7 black bishop · a6 white knight · b6 white rook · e6 white pawn · h6 black knight · d5 black king · h5 black pawn · b4 white king · c4 white rook · d4 white pawn · g4 white bishop · c3 black pawn · f3 white knight · h3 black rook · b2 white pawn · c2 white pawn · d2 white bishop · e2 white pawn · f2 white pawn | d8 black rook · h8 black queen · c7 white pawn · e7 black pawn · f7 black pawn · g7 black bishop · a6 white knight · b6 white rook · e6 white pawn · h6 black knight · d5 black king · h5 black pawn · b4 white king · c4 white rook · d4 white pawn · g4 white bishop · c3 black pawn · f3 white knight · h3 black rook · b2 white pawn · c2 white pawn · d2 white bishop · e2 white pawn · f2 white pawn | 6 |
| 5 | d8 black rook · h8 black queen · c7 white pawn · e7 black pawn · f7 black pawn · g7 black bishop · a6 white knight · b6 white rook · e6 white pawn · h6 black knight · d5 black king · h5 black pawn · b4 white king · c4 white rook · d4 white pawn · g4 white bishop · c3 black pawn · f3 white knight · h3 black rook · b2 white pawn · c2 white pawn · d2 white bishop · e2 white pawn · f2 white pawn | d8 black rook · h8 black queen · c7 white pawn · e7 black pawn · f7 black pawn · g7 black bishop · a6 white knight · b6 white rook · e6 white pawn · h6 black knight · d5 black king · h5 black pawn · b4 white king · c4 white rook · d4 white pawn · g4 white bishop · c3 black pawn · f3 white knight · h3 black rook · b2 white pawn · c2 white pawn · d2 white bishop · e2 white pawn · f2 white pawn | d8 black rook · h8 black queen · c7 white pawn · e7 black pawn · f7 black pawn · g7 black bishop · a6 white knight · b6 white rook · e6 white pawn · h6 black knight · d5 black king · h5 black pawn · b4 white king · c4 white rook · d4 white pawn · g4 white bishop · c3 black pawn · f3 white knight · h3 black rook · b2 white pawn · c2 white pawn · d2 white bishop · e2 white pawn · f2 white pawn | d8 black rook · h8 black queen · c7 white pawn · e7 black pawn · f7 black pawn · g7 black bishop · a6 white knight · b6 white rook · e6 white pawn · h6 black knight · d5 black king · h5 black pawn · b4 white king · c4 white rook · d4 white pawn · g4 white bishop · c3 black pawn · f3 white knight · h3 black rook · b2 white pawn · c2 white pawn · d2 white bishop · e2 white pawn · f2 white pawn | d8 black rook · h8 black queen · c7 white pawn · e7 black pawn · f7 black pawn · g7 black bishop · a6 white knight · b6 white rook · e6 white pawn · h6 black knight · d5 black king · h5 black pawn · b4 white king · c4 white rook · d4 white pawn · g4 white bishop · c3 black pawn · f3 white knight · h3 black rook · b2 white pawn · c2 white pawn · d2 white bishop · e2 white pawn · f2 white pawn | d8 black rook · h8 black queen · c7 white pawn · e7 black pawn · f7 black pawn · g7 black bishop · a6 white knight · b6 white rook · e6 white pawn · h6 black knight · d5 black king · h5 black pawn · b4 white king · c4 white rook · d4 white pawn · g4 white bishop · c3 black pawn · f3 white knight · h3 black rook · b2 white pawn · c2 white pawn · d2 white bishop · e2 white pawn · f2 white pawn | d8 black rook · h8 black queen · c7 white pawn · e7 black pawn · f7 black pawn · g7 black bishop · a6 white knight · b6 white rook · e6 white pawn · h6 black knight · d5 black king · h5 black pawn · b4 white king · c4 white rook · d4 white pawn · g4 white bishop · c3 black pawn · f3 white knight · h3 black rook · b2 white pawn · c2 white pawn · d2 white bishop · e2 white pawn · f2 white pawn | d8 black rook · h8 black queen · c7 white pawn · e7 black pawn · f7 black pawn · g7 black bishop · a6 white knight · b6 white rook · e6 white pawn · h6 black knight · d5 black king · h5 black pawn · b4 white king · c4 white rook · d4 white pawn · g4 white bishop · c3 black pawn · f3 white knight · h3 black rook · b2 white pawn · c2 white pawn · d2 white bishop · e2 white pawn · f2 white pawn | 5 |
| 4 | d8 black rook · h8 black queen · c7 white pawn · e7 black pawn · f7 black pawn · g7 black bishop · a6 white knight · b6 white rook · e6 white pawn · h6 black knight · d5 black king · h5 black pawn · b4 white king · c4 white rook · d4 white pawn · g4 white bishop · c3 black pawn · f3 white knight · h3 black rook · b2 white pawn · c2 white pawn · d2 white bishop · e2 white pawn · f2 white pawn | d8 black rook · h8 black queen · c7 white pawn · e7 black pawn · f7 black pawn · g7 black bishop · a6 white knight · b6 white rook · e6 white pawn · h6 black knight · d5 black king · h5 black pawn · b4 white king · c4 white rook · d4 white pawn · g4 white bishop · c3 black pawn · f3 white knight · h3 black rook · b2 white pawn · c2 white pawn · d2 white bishop · e2 white pawn · f2 white pawn | d8 black rook · h8 black queen · c7 white pawn · e7 black pawn · f7 black pawn · g7 black bishop · a6 white knight · b6 white rook · e6 white pawn · h6 black knight · d5 black king · h5 black pawn · b4 white king · c4 white rook · d4 white pawn · g4 white bishop · c3 black pawn · f3 white knight · h3 black rook · b2 white pawn · c2 white pawn · d2 white bishop · e2 white pawn · f2 white pawn | d8 black rook · h8 black queen · c7 white pawn · e7 black pawn · f7 black pawn · g7 black bishop · a6 white knight · b6 white rook · e6 white pawn · h6 black knight · d5 black king · h5 black pawn · b4 white king · c4 white rook · d4 white pawn · g4 white bishop · c3 black pawn · f3 white knight · h3 black rook · b2 white pawn · c2 white pawn · d2 white bishop · e2 white pawn · f2 white pawn | d8 black rook · h8 black queen · c7 white pawn · e7 black pawn · f7 black pawn · g7 black bishop · a6 white knight · b6 white rook · e6 white pawn · h6 black knight · d5 black king · h5 black pawn · b4 white king · c4 white rook · d4 white pawn · g4 white bishop · c3 black pawn · f3 white knight · h3 black rook · b2 white pawn · c2 white pawn · d2 white bishop · e2 white pawn · f2 white pawn | d8 black rook · h8 black queen · c7 white pawn · e7 black pawn · f7 black pawn · g7 black bishop · a6 white knight · b6 white rook · e6 white pawn · h6 black knight · d5 black king · h5 black pawn · b4 white king · c4 white rook · d4 white pawn · g4 white bishop · c3 black pawn · f3 white knight · h3 black rook · b2 white pawn · c2 white pawn · d2 white bishop · e2 white pawn · f2 white pawn | d8 black rook · h8 black queen · c7 white pawn · e7 black pawn · f7 black pawn · g7 black bishop · a6 white knight · b6 white rook · e6 white pawn · h6 black knight · d5 black king · h5 black pawn · b4 white king · c4 white rook · d4 white pawn · g4 white bishop · c3 black pawn · f3 white knight · h3 black rook · b2 white pawn · c2 white pawn · d2 white bishop · e2 white pawn · f2 white pawn | d8 black rook · h8 black queen · c7 white pawn · e7 black pawn · f7 black pawn · g7 black bishop · a6 white knight · b6 white rook · e6 white pawn · h6 black knight · d5 black king · h5 black pawn · b4 white king · c4 white rook · d4 white pawn · g4 white bishop · c3 black pawn · f3 white knight · h3 black rook · b2 white pawn · c2 white pawn · d2 white bishop · e2 white pawn · f2 white pawn | 4 |
| 3 | d8 black rook · h8 black queen · c7 white pawn · e7 black pawn · f7 black pawn · g7 black bishop · a6 white knight · b6 white rook · e6 white pawn · h6 black knight · d5 black king · h5 black pawn · b4 white king · c4 white rook · d4 white pawn · g4 white bishop · c3 black pawn · f3 white knight · h3 black rook · b2 white pawn · c2 white pawn · d2 white bishop · e2 white pawn · f2 white pawn | d8 black rook · h8 black queen · c7 white pawn · e7 black pawn · f7 black pawn · g7 black bishop · a6 white knight · b6 white rook · e6 white pawn · h6 black knight · d5 black king · h5 black pawn · b4 white king · c4 white rook · d4 white pawn · g4 white bishop · c3 black pawn · f3 white knight · h3 black rook · b2 white pawn · c2 white pawn · d2 white bishop · e2 white pawn · f2 white pawn | d8 black rook · h8 black queen · c7 white pawn · e7 black pawn · f7 black pawn · g7 black bishop · a6 white knight · b6 white rook · e6 white pawn · h6 black knight · d5 black king · h5 black pawn · b4 white king · c4 white rook · d4 white pawn · g4 white bishop · c3 black pawn · f3 white knight · h3 black rook · b2 white pawn · c2 white pawn · d2 white bishop · e2 white pawn · f2 white pawn | d8 black rook · h8 black queen · c7 white pawn · e7 black pawn · f7 black pawn · g7 black bishop · a6 white knight · b6 white rook · e6 white pawn · h6 black knight · d5 black king · h5 black pawn · b4 white king · c4 white rook · d4 white pawn · g4 white bishop · c3 black pawn · f3 white knight · h3 black rook · b2 white pawn · c2 white pawn · d2 white bishop · e2 white pawn · f2 white pawn | d8 black rook · h8 black queen · c7 white pawn · e7 black pawn · f7 black pawn · g7 black bishop · a6 white knight · b6 white rook · e6 white pawn · h6 black knight · d5 black king · h5 black pawn · b4 white king · c4 white rook · d4 white pawn · g4 white bishop · c3 black pawn · f3 white knight · h3 black rook · b2 white pawn · c2 white pawn · d2 white bishop · e2 white pawn · f2 white pawn | d8 black rook · h8 black queen · c7 white pawn · e7 black pawn · f7 black pawn · g7 black bishop · a6 white knight · b6 white rook · e6 white pawn · h6 black knight · d5 black king · h5 black pawn · b4 white king · c4 white rook · d4 white pawn · g4 white bishop · c3 black pawn · f3 white knight · h3 black rook · b2 white pawn · c2 white pawn · d2 white bishop · e2 white pawn · f2 white pawn | d8 black rook · h8 black queen · c7 white pawn · e7 black pawn · f7 black pawn · g7 black bishop · a6 white knight · b6 white rook · e6 white pawn · h6 black knight · d5 black king · h5 black pawn · b4 white king · c4 white rook · d4 white pawn · g4 white bishop · c3 black pawn · f3 white knight · h3 black rook · b2 white pawn · c2 white pawn · d2 white bishop · e2 white pawn · f2 white pawn | d8 black rook · h8 black queen · c7 white pawn · e7 black pawn · f7 black pawn · g7 black bishop · a6 white knight · b6 white rook · e6 white pawn · h6 black knight · d5 black king · h5 black pawn · b4 white king · c4 white rook · d4 white pawn · g4 white bishop · c3 black pawn · f3 white knight · h3 black rook · b2 white pawn · c2 white pawn · d2 white bishop · e2 white pawn · f2 white pawn | 3 |
| 2 | d8 black rook · h8 black queen · c7 white pawn · e7 black pawn · f7 black pawn · g7 black bishop · a6 white knight · b6 white rook · e6 white pawn · h6 black knight · d5 black king · h5 black pawn · b4 white king · c4 white rook · d4 white pawn · g4 white bishop · c3 black pawn · f3 white knight · h3 black rook · b2 white pawn · c2 white pawn · d2 white bishop · e2 white pawn · f2 white pawn | d8 black rook · h8 black queen · c7 white pawn · e7 black pawn · f7 black pawn · g7 black bishop · a6 white knight · b6 white rook · e6 white pawn · h6 black knight · d5 black king · h5 black pawn · b4 white king · c4 white rook · d4 white pawn · g4 white bishop · c3 black pawn · f3 white knight · h3 black rook · b2 white pawn · c2 white pawn · d2 white bishop · e2 white pawn · f2 white pawn | d8 black rook · h8 black queen · c7 white pawn · e7 black pawn · f7 black pawn · g7 black bishop · a6 white knight · b6 white rook · e6 white pawn · h6 black knight · d5 black king · h5 black pawn · b4 white king · c4 white rook · d4 white pawn · g4 white bishop · c3 black pawn · f3 white knight · h3 black rook · b2 white pawn · c2 white pawn · d2 white bishop · e2 white pawn · f2 white pawn | d8 black rook · h8 black queen · c7 white pawn · e7 black pawn · f7 black pawn · g7 black bishop · a6 white knight · b6 white rook · e6 white pawn · h6 black knight · d5 black king · h5 black pawn · b4 white king · c4 white rook · d4 white pawn · g4 white bishop · c3 black pawn · f3 white knight · h3 black rook · b2 white pawn · c2 white pawn · d2 white bishop · e2 white pawn · f2 white pawn | d8 black rook · h8 black queen · c7 white pawn · e7 black pawn · f7 black pawn · g7 black bishop · a6 white knight · b6 white rook · e6 white pawn · h6 black knight · d5 black king · h5 black pawn · b4 white king · c4 white rook · d4 white pawn · g4 white bishop · c3 black pawn · f3 white knight · h3 black rook · b2 white pawn · c2 white pawn · d2 white bishop · e2 white pawn · f2 white pawn | d8 black rook · h8 black queen · c7 white pawn · e7 black pawn · f7 black pawn · g7 black bishop · a6 white knight · b6 white rook · e6 white pawn · h6 black knight · d5 black king · h5 black pawn · b4 white king · c4 white rook · d4 white pawn · g4 white bishop · c3 black pawn · f3 white knight · h3 black rook · b2 white pawn · c2 white pawn · d2 white bishop · e2 white pawn · f2 white pawn | d8 black rook · h8 black queen · c7 white pawn · e7 black pawn · f7 black pawn · g7 black bishop · a6 white knight · b6 white rook · e6 white pawn · h6 black knight · d5 black king · h5 black pawn · b4 white king · c4 white rook · d4 white pawn · g4 white bishop · c3 black pawn · f3 white knight · h3 black rook · b2 white pawn · c2 white pawn · d2 white bishop · e2 white pawn · f2 white pawn | d8 black rook · h8 black queen · c7 white pawn · e7 black pawn · f7 black pawn · g7 black bishop · a6 white knight · b6 white rook · e6 white pawn · h6 black knight · d5 black king · h5 black pawn · b4 white king · c4 white rook · d4 white pawn · g4 white bishop · c3 black pawn · f3 white knight · h3 black rook · b2 white pawn · c2 white pawn · d2 white bishop · e2 white pawn · f2 white pawn | 2 |
| 1 | d8 black rook · h8 black queen · c7 white pawn · e7 black pawn · f7 black pawn · g7 black bishop · a6 white knight · b6 white rook · e6 white pawn · h6 black knight · d5 black king · h5 black pawn · b4 white king · c4 white rook · d4 white pawn · g4 white bishop · c3 black pawn · f3 white knight · h3 black rook · b2 white pawn · c2 white pawn · d2 white bishop · e2 white pawn · f2 white pawn | d8 black rook · h8 black queen · c7 white pawn · e7 black pawn · f7 black pawn · g7 black bishop · a6 white knight · b6 white rook · e6 white pawn · h6 black knight · d5 black king · h5 black pawn · b4 white king · c4 white rook · d4 white pawn · g4 white bishop · c3 black pawn · f3 white knight · h3 black rook · b2 white pawn · c2 white pawn · d2 white bishop · e2 white pawn · f2 white pawn | d8 black rook · h8 black queen · c7 white pawn · e7 black pawn · f7 black pawn · g7 black bishop · a6 white knight · b6 white rook · e6 white pawn · h6 black knight · d5 black king · h5 black pawn · b4 white king · c4 white rook · d4 white pawn · g4 white bishop · c3 black pawn · f3 white knight · h3 black rook · b2 white pawn · c2 white pawn · d2 white bishop · e2 white pawn · f2 white pawn | d8 black rook · h8 black queen · c7 white pawn · e7 black pawn · f7 black pawn · g7 black bishop · a6 white knight · b6 white rook · e6 white pawn · h6 black knight · d5 black king · h5 black pawn · b4 white king · c4 white rook · d4 white pawn · g4 white bishop · c3 black pawn · f3 white knight · h3 black rook · b2 white pawn · c2 white pawn · d2 white bishop · e2 white pawn · f2 white pawn | d8 black rook · h8 black queen · c7 white pawn · e7 black pawn · f7 black pawn · g7 black bishop · a6 white knight · b6 white rook · e6 white pawn · h6 black knight · d5 black king · h5 black pawn · b4 white king · c4 white rook · d4 white pawn · g4 white bishop · c3 black pawn · f3 white knight · h3 black rook · b2 white pawn · c2 white pawn · d2 white bishop · e2 white pawn · f2 white pawn | d8 black rook · h8 black queen · c7 white pawn · e7 black pawn · f7 black pawn · g7 black bishop · a6 white knight · b6 white rook · e6 white pawn · h6 black knight · d5 black king · h5 black pawn · b4 white king · c4 white rook · d4 white pawn · g4 white bishop · c3 black pawn · f3 white knight · h3 black rook · b2 white pawn · c2 white pawn · d2 white bishop · e2 white pawn · f2 white pawn | d8 black rook · h8 black queen · c7 white pawn · e7 black pawn · f7 black pawn · g7 black bishop · a6 white knight · b6 white rook · e6 white pawn · h6 black knight · d5 black king · h5 black pawn · b4 white king · c4 white rook · d4 white pawn · g4 white bishop · c3 black pawn · f3 white knight · h3 black rook · b2 white pawn · c2 white pawn · d2 white bishop · e2 white pawn · f2 white pawn | d8 black rook · h8 black queen · c7 white pawn · e7 black pawn · f7 black pawn · g7 black bishop · a6 white knight · b6 white rook · e6 white pawn · h6 black knight · d5 black king · h5 black pawn · b4 white king · c4 white rook · d4 white pawn · g4 white bishop · c3 black pawn · f3 white knight · h3 black rook · b2 white pawn · c2 white pawn · d2 white bishop · e2 white pawn · f2 white pawn | 1 |
|   | a | b | c | d | e | f | g | h |   |

Бранислав Ђурашевић (Београд, 11. април 1957) je ФИДЕ мајстор проблемског шаха.

## Биографија
Рођен је 11. априла 1957. године у Београду. Отац Божидар Ђурашевић је активни шахиста. Дипломира 1983. године на Природно-математичком факултету Универзитета у Београду, група Молекуларна биологија и физиологија и стиче звање дипломирани биолог. Радио је у Библиотеци Института за нуклеарне науке Винча до 2022. године. Живи у Београду.
Од 2024. године је члан Уређивачке редакције Шаховског информатора.

### Детињство
Од најранијег детињства у његовом окружењу се налазио шах који се играо са великим задовољством. У ОШ "Веселин Маслеша" била је организована јака шаховска секција. У шестом разреду Бранислав је дошао до треће табле када је његова школа била једна од најбољих у граду на такмичењима у шаху. Та такмичења су се одржавала у Дому пионира (данас Дечји културни центар) у Таковској улици. Заинтересовао се за шаховске проблеме.

### Достигнућа у шаху
Вишеструки је репрезентативац Југославије у решавању шаховских проблема и учесник на пет Светских првенстава (1988, 1989, 1990, 1993, 1998). Објавио је око 150 проблема. Првенац (мат у 4 потеза објављен је у Политици, 1971. године. Има објављених пет проблема у Албумима ФИДЕ, најзначајније проблемске публикације на основу које се додељују међународне титуле у компоновању. Победник је у једној хетеродоксној групи на Трећем светском првенству у компоновању шаховских проблема (1984—1988). Такође, пронашао је једну од модерних цикличних тема која је међународно призната и носи његово име. У практичном шаху, Ђурашевић је мајсторски кандидат са рејтингом 2096
Написао је монографију о др Милану Вукчевићу и објавио је на интернету у 31-ом наставку.

## Решење проблема
Проблем приказује тему „Пикабиш“ сецишта. Тема у овом проблему приказана је са штетним белим „Пикабишем“ у варкама, и црним у решењу, односно, проблем приказује комбинацију белог и црног „Пикабиш“ сецишта.
Решење је 1. бц3! (2. Тц5+ Ке4 3. Сг5#)-ф6, Лф6 2. Тб5+, Сц5..., 1. е3?-ф6!!, 1. Ле3?-Лф6!!

## Награде
Освојио је бронзану медаљу 2014. године на Десетом европском првенству у решавању проблема. 
Освојио је титулу ФИДЕ мајстора решавача на Педесет осмом светском конгресу шаховске композиције у Пољској 2015. године.
Освојио је титулу ФИДЕ мајстора композитора шаховских проблема на Шестдесет четвром светском конгресу шаховске композиције у Уједињеним Арапским Емиратима 2022. године.